# بوبوراس
بلدية بوبوراس (بالإسبانية: Boborás) هي بلدية تقع في مقاطعة أورينسي التابعة لمنطقة غاليسيا شمال غرب إسبانيا.

## الديموغرافيا
بلغ عدد سكان بلدية بوبوراس 2.936 نسمة عام 2011 (وفقاً للمعهد الوطني للإحصاء الإسباني).
| 3.712 | 3.485 | 3.335 | 3.200 | 3.057 | 3.001 | 2.936 |